# 喬治·貝登堡
喬治·史密斯·貝登堡爵士，KCMG（1847年—1898年），貝登·鮑威爾之子，羅伯特·貝登堡、貝登·貝登堡、瓦靈頓·貝登堡與法蘭克·貝登堡的哥哥。喬治自牛津大學貝利奧爾學院畢業，進入內殿律師學院就讀時，即擔任澳大利亞維多利亞省、西印度群島、馬爾他與加拿大的專員。
他的母親亨莉艾塔·葛瑞絲·史密斯（Henrietta Grace Smyth），貝登·鮑威爾的第三任妻子（前兩任妻子皆過世），是位具有天賦的音樂家與藝術家。
1885年－1898年，喬治擔任英國保守黨利物浦克克代爾下議員。
1893年，喬治娶法蘭西絲·威爾森（Frances Wilson）為妻。他們育有一女摩德（Maud，1895年－）與一子唐納·費里斯·威爾森·貝登堡（1897年－1973年）。
1896年，喬治乘他的遊艇「海獅號」（Otaria）抵達北極地區的新地島，觀察該年的全日蝕。之後喬治返回挪威瓦爾德，會見剛從北極三年橫渡跋涉回歸的朋友弗里喬夫·南森。

## 著作
- George Baden-Powell, , 1872
- George Baden-Powell, , 1882
- George Baden-Powell (编), , 1888

## 外部連結
- Hansard 1803–2005: George Baden-Powell在國會中的貢獻

| 大不列颠及北爱尔兰联合王国国会 | 大不列颠及北爱尔兰联合王国国会 | 大不列颠及北爱尔兰联合王国国会 |
| ------------------------------ | ------------------------------ | ------------------------------ |
| 新選區                         | 利物浦克克代爾議員 1885 – 1898 | 繼任者： David MacIver         |